# 深沢権八
深沢 権八（ふかざわ ごんぱち、文久元年4月28日（1861年6月6日）- 1890年（明治23年）12月24日）は、神奈川県西多摩郡深沢村（東京都五日市町を経て、現・東京都あきる野市深沢）の名主である。地域の自由民権運動に関する学習会の中心となり、私擬憲法「日本帝国憲法」（通称：五日市憲法）の起草者である千葉卓三郎を支援した。

## 略歴
文久元年(1861年)、深沢村の名主である深沢生丸（なおまる）の長男として生まれる。
明治6年（1873年）に後に五日市町となる4つの村(五日市、入野、深沢、館屋)に建てられた学校である観能学舎に一期生として入学した。明治7年(1874年)に大区小区制が施行されると、明治7年(1874年)に深沢村の代議士となり、2年後の明治9年(1876年)には村用掛り(村長に相当)に任命された。
明治13年(1880年)頃に五日市に「五日市学芸講談会」が発足すると、幹事の一人として名を連ねた。自由党に入り、千葉が校長を務める勧能学校の学務委員も務めた。
権八は自由民権運動の傍らに詩の制作もしており、明治16年(1883年)11月に千葉卓三郎が死去した際には葬儀や遺言の執行などを執り仕切り、追悼の詩を残した。
翌明治17年(1884年)には体調を悪化させる中で「憲天教会」という結社を発足させ、地域における自主的な公衆衛生運動の組織「協立衛生義会」の幹事を務めた。明治21年(1888年)には神奈川県会議員に選ばれた。その2年後の明治23年(1890年)に29歳で死去した。

## 千葉卓三郎との出会い
権八は父、生丸の教育方針により地域きっての知識家となった。彼の学習ノートを見ると哲学や思索を好んだことがうかがえる。ソクラテス、カント、J.S.ミルといった西洋の思想家にも精通していた。五日市に入村した千葉卓三郎と出会ったのは明治8年(1875年)から明治10年(1877年)頃とされている。卓三郎は仙台藩出身であり、仙台藩校養賢堂で学んだ後、浄土真宗やギリシャ正教、キリスト教を学びつつ各地を流転していた。卓三郎が五日市に入村した際、学問を好む深沢父子は彼の学識の高さに惚れ込み熱烈な支援者となった。名主としての経済力を元に資金援助を行ったほか、数々の蔵書を卓三郎に提供した。

## 深沢家の私設図書館
深沢家は江戸時代に千人同心を務めており、有力な山林所有者だった。さらに権八の祖父・清水茂平が筏師の総元締の家から嫁を迎え、筏師の元締として莫大な財をなした。その財力を活かし、深沢父子は商用で上京した際に書籍を買い集めていた。それらの書籍は深沢家の土蔵に収められ、私設図書館の様相を呈していた。深沢家の土蔵からは五日市憲法と共に蔵書約200冊、千葉卓三郎や深沢権八のメモや目録に残された書籍約170冊の合計約370冊の著作が発見されている。内容は宗教、歴史、医学、芸術、小説など多岐に渡っていて、特に政治、法律関係の書籍は全体の3割以上を占めている。当時の主要な雑誌、新聞(『東京横浜毎日新聞』、『東京日日新聞』など)も集められていた。千葉卓三郎や「五日市学芸談講談会」の会員はこれらの蔵書を図書館のように自由に利用できた。